# Leechia
Leechia is een geslacht van vlinders van de familie grasmotten (Crambidae), uit de onderfamilie Schoenobiinae.

## Soorten
- L. bilinealis South, 1901
- L. exquisitalis Caradja, 1927
- L. sinuosalis South, 1901